# Jaafar Jackson
Pour les articles homonymes, voir Jackson.
Jaafar Jeremiah Jackson (né le 25 juillet 1996) est un chanteur, danseur et acteur américain. Il est le fils de Jermaine Jackson et d'Alejandra Geneviève, neveu de Michael et Janet Jackson.
Jackson apparait dans des vidéoclips et est présenté dans The Jacksons: Next Generation (en). Il a sorti son premier single « Got Me Singing » en 2019. Il fait ses débuts au cinéma en incarnant son oncle, Michael Jackson, dans le film Michael.

## Filmographie
| Année | Titre     | Role            |  |
| ----- | --------- | --------------- |  |
| 2025  | Michael † | Michael Jackson |  |